# Chondrostoma angorense
Chondrostoma angorense är en fiskart som beskrevs av Elvira 1987. Chondrostoma angorense ingår i släktet Chondrostoma och familjen karpfiskar. Inga underarter finns listade i Catalogue of Life.
Denna fisk förekommer i floderna Sakarya och Kızılırmak (Turkiet) som mynnar i Svarta havet samt i tillhörande mindre vattendrag. Arten vistas i snabbt flytande vattendrag där grunden utgörs av klippor och grus.
Beståndet påverkas negativ och vattenkraftverk som etablerades vid floderna. Ett annat hot är vattenföroreningar. Populationen är fortfarande ganska stor. IUCN kategoriserar arten globalt som livskraftig.